# Élodie Hegoburu
Élodie Hegoburu née le 5 décembre 1989 à Brou-sur-Chantereine, est une coureuse cycliste professionnelle française.

## Palmarès sur route
- 2011
  - Grand Prix de Chambéry
  - 4e du coupe de France sur route
- 2012
  - 2e du Grand Prix de Chambéry
  - 6e du coupe de France sur route
- 2013
  - Classement général de la coupe de France sur route
  - Prix de la Ville du Mont Pujols
  - 3e du Grand Prix de Chambéry
  - 3e du Grand Prix Fémin'Ain
  - 3e du Classic Féminine de Vienne Poitou-Charentes
  - 3e du Grand Prix de Plumelec